# Gnitz
Gnitz ist eine zur Insel Usedom gehörenden Halbinsel zwischen den Buchten des Peenestroms Krumminer Wiek im Westen und Achterwasser im Osten, südlich der Gemeinde Zinnowitz. Sie ist identisch mit dem Gemeindegebiet von Lütow.

Halbinsel Gnitz 1835

## Geographie
Die Halbinsel Gnitz liegt im Südwesten der Insel Usedom. Der Nordwesten nach Krummin und der Norden mit der Grenze zur Gemeinde Zinnowitz wurde durch den „Großen Strumminer See“ gebildet, der inzwischen weitgehend verlandet und durch ein bewaldetes Moorgebiet gekennzeichnet ist. Diese Struktur verleiht dem Gnitz den Charakter einer Insel.
Den Westen der Halbinsel kennzeichnen Höhenzüge und Magerrasenflächen, die offenen Dünen und Strandflächen, das Steilufer (aktives Kliff) mit wertvollem Gehölzbestand, die Salzwiese am Möwenort, die Feuchtbiotope am Rintnitz und am Geisesee und der Wacholder-Kiefernwald auf dem Weißen Berg wertvolle Lebensräume, die gleichzeitig als Rückzugsgebiete für verschiedene gefährdete und vom Aussterben bedrohte Tier- und Pflanzenarten Bedeutung haben. Möwenort am Südhang des Weißen Berges (32 m) ist durch Heidevegetation, den Trockenrasengebieten geprägt, was auf den Sandboden und die Beweidung durch Schafe zurückzuführen ist.
Die Mitte (Nord - Süd) der Halbinsel zeigt offene landwirtschaftliche Flächen mit Teilbewaldung. Der Osten ist durch tiefliegende Wiesenflächen gekennzeichnet, die nur durch ein Deichsystem vor der Flutung bewahrt werden.
Zum Gnitz gehört die Insel Görmitz, eine flache landwirtschaftlich (Viehhaltung) geprägte Insel, die zu DDR-Zeiten auch als Feriendomizil genutzt wurde.

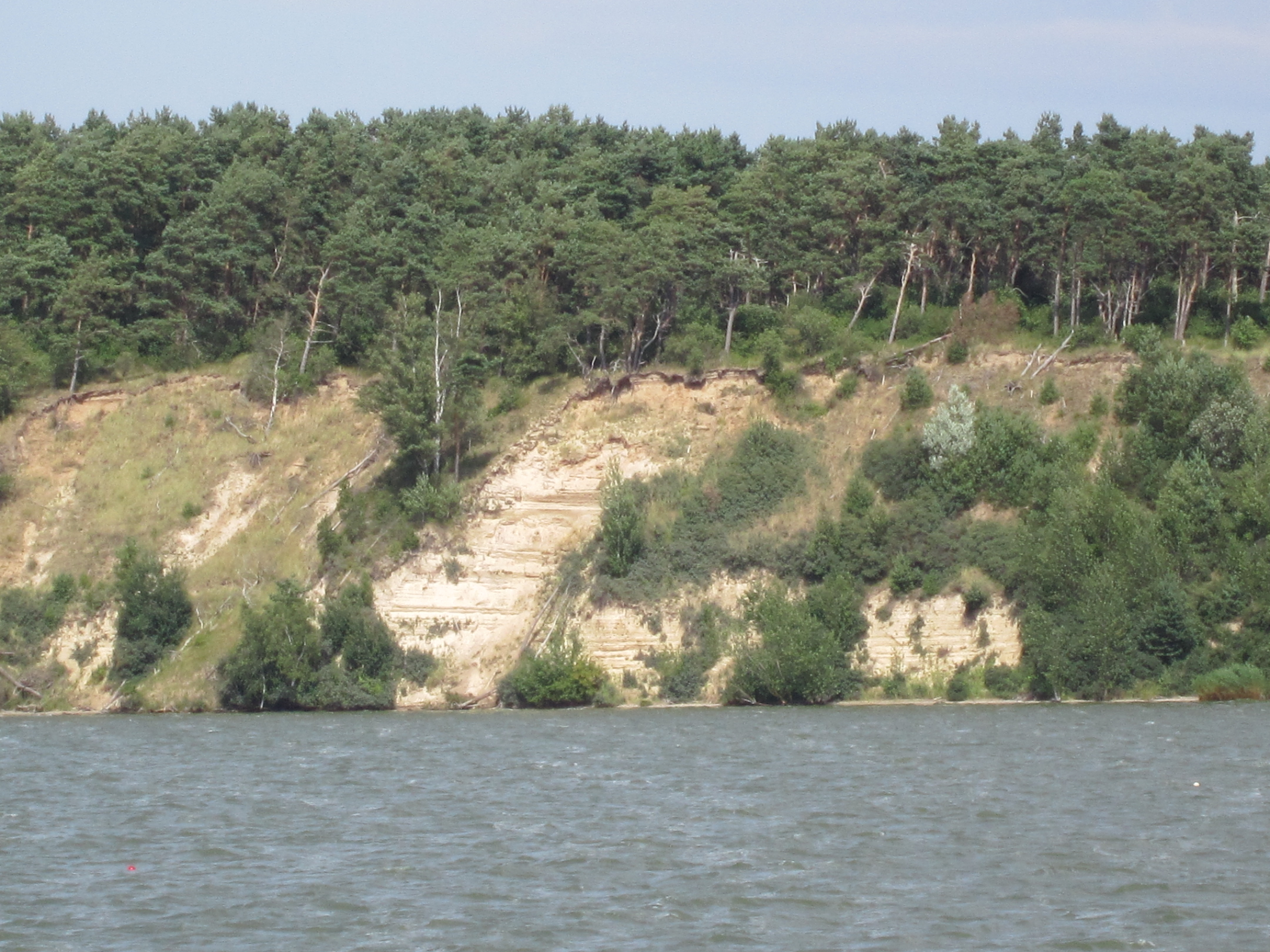
Westufer der Halbinsel Gnitz mit dem „Weißen Berg“

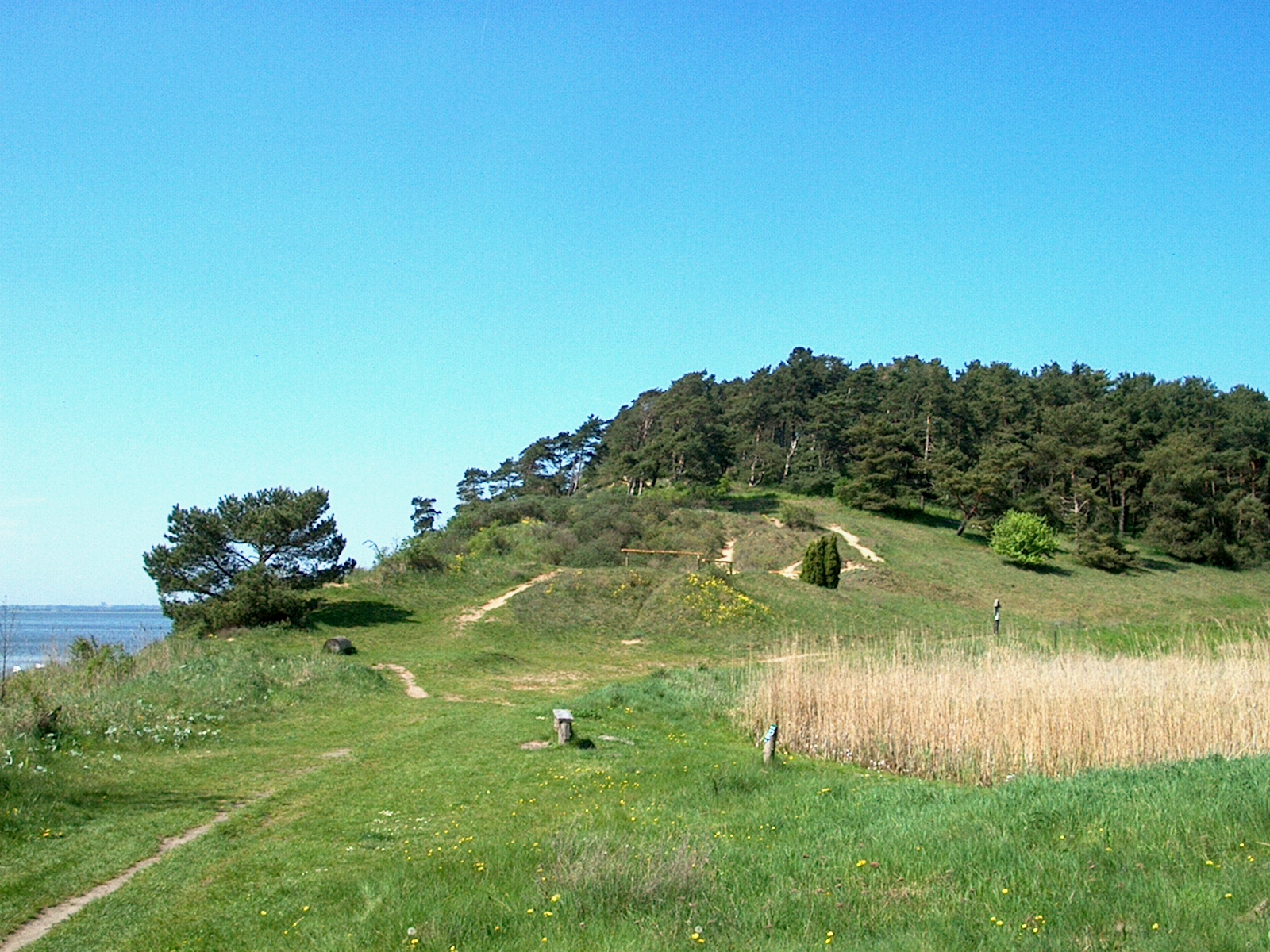
Naturschutzgebiet „Südspitze Halbinsel Gnitz“

Heute gehört die Halbinsel zu den touristisch erschlossenen Teilen im Hinterland von Usedom, das zunehmend interessant für den Fremdenverkehr wurde. Speziell das Naturschutzgebiet Südspitze Gnitz, die Orte Neuendorf und Netzelkow sind touristisch bedeutend. Der große Naturcampingplatz bei Lütow auf dem Weißen Berg und das Hotel mit Wellnessbad in Lütow und andere Einrichtungen bewirkten dies.

## Geschichte
Die erste nachgewiesene Besiedlung erfolgte um ca. 4500 bis 1700 v. Chr. Sie hatte ursprünglich drei, jetzt aber nur noch das einzige noch erhaltene Großsteingrab aus dem Neolithikum auf Usedom bei Lütow. Dieses wurde bereits im 19. Jahrhundert teilweise und dann 1936 vollständig untersucht. Die zahlreichen gut erhaltenen Funde gelangten in das Provinzialmuseum in Stettin. Die anderen beiden Großsteingräber fielen im 19. Jahrhundert den Steinschlägern für den Molen- und Straßenbau zum Opfer. Es sind nur noch wenige Reste sichtbar. Bei Neuendorf und an der Nordseite des Weißen Berges liegen noch mehrere Hügelgräber aus der folgenden Bronzezeit (1700 bis 600 v. Chr.). Für die nachfolgende Slawenzeit (600 bis 1200) gibt es archäologisch bislang kaum Nachweise außer den Ortsnamen (Netzelkow und Lütow). Die frühdeutsche Besiedlungszeit (1230 bis 1400) wird belegt durch die Turmhügelburg bei Neuendorf, die der einwandernden Familie von Lepel zugeschrieben wird.
Der Gnitz, der damals noch Inselcharakter hatte, galt bis zum Mittelalter neben den Klostergebieten um Grobe und Pudagla sowie Mellenthin als eines der Ursprungssiedlungsgebiete Usedoms. Viele Flächen im Norden waren sumpfig und von Seen durchsetzt und boten deshalb Schutz vor Angriffen.
Der Gnitz war seit frühdeutscher Zeit (ab 1230) Lehen der Familie von Lepel, die hier bis 1945 wirkte. Hauptsitz war Neuendorf, Kirchdorf und Pertinenz des Gutes war Netzelkow und auf der zugehörigen kleinen Insel Görmitz war ein Vorwerk (Meierei - Viehhaltung) eingerichtet.

## Kultur und Sehenswürdigkeiten

### Bau- und Bodendenkmale
→ Siehe: Liste der Baudenkmale in Lütow

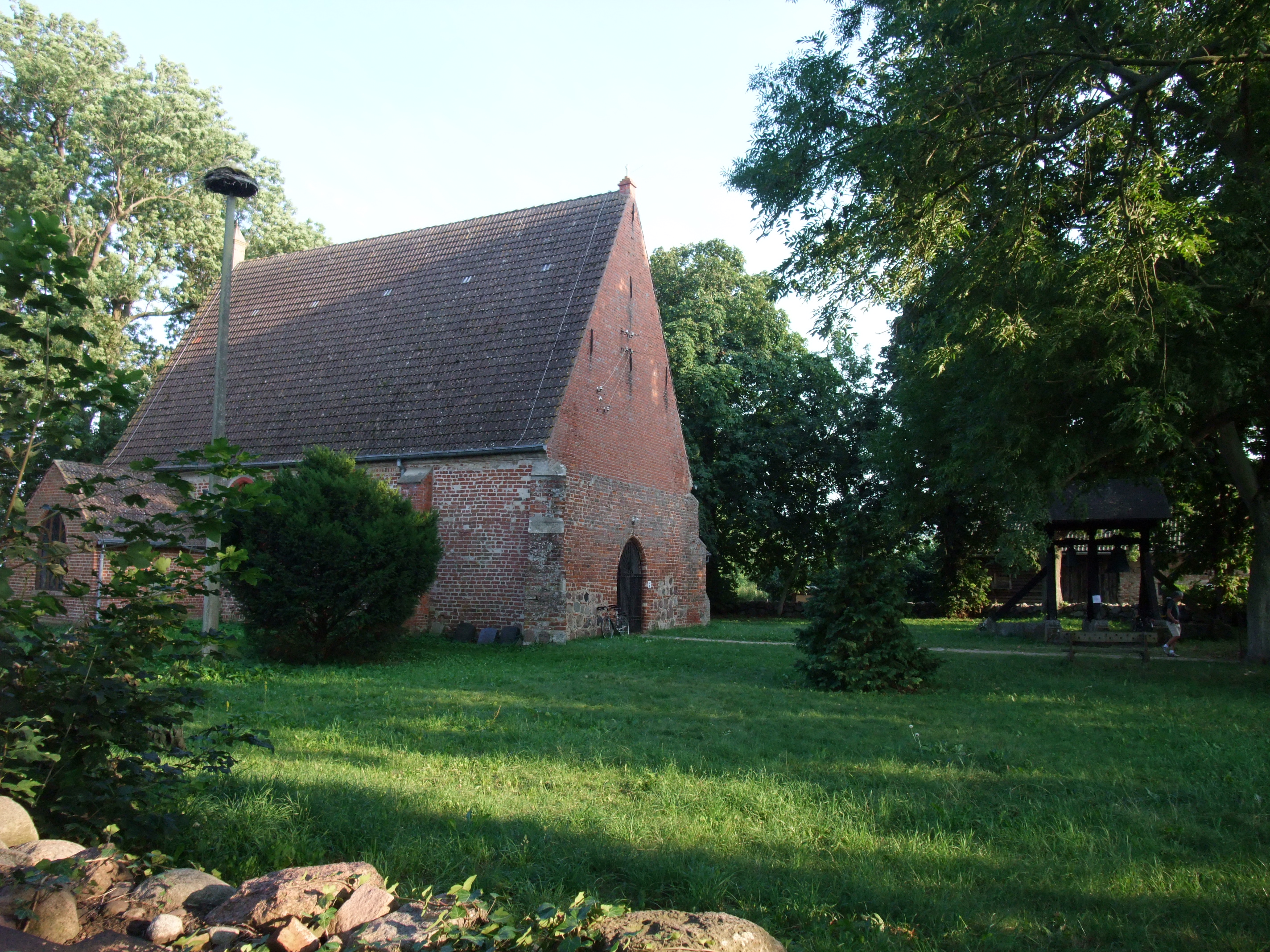
St.-Marien-Kirche in Netzelkow mit Glockenstuhl

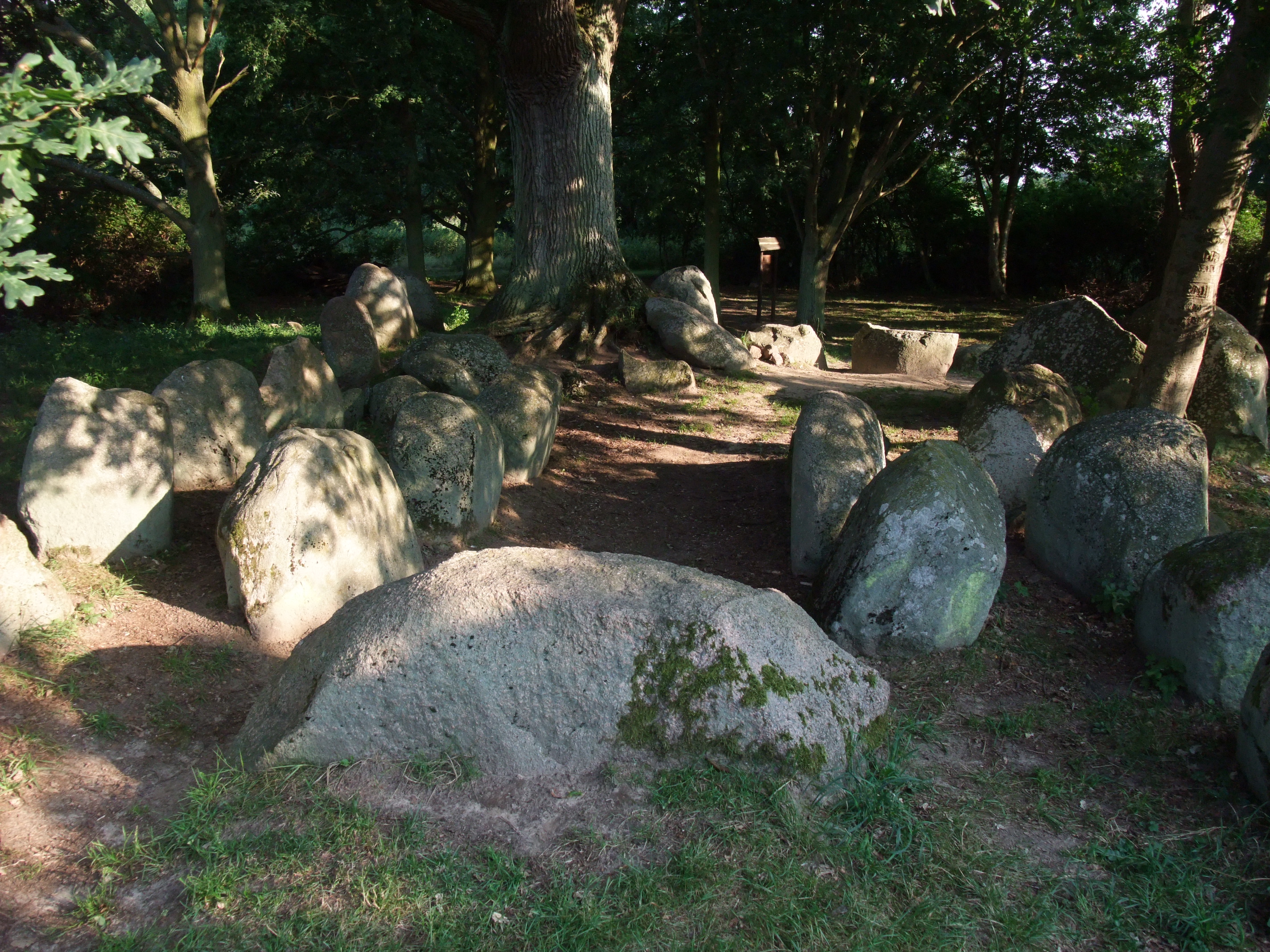
Megalithisches Ganggrab der Jungsteinzeit (um 3000 v. Chr.) bei Lütow

- Neuendorfer Herrenhaus aus dem Anfang des 19. Jahrhunderts (nach Sanierung als Hotel eröffnet)
- Guts-Brennerei Neuendorf
- Turmhügel Neuendorf
- Weißer Berg (Steilküste) - unten im Wasser: „der rieke Steen“ (der reiche Stein - Denkmal für einen besonders ertragreichen Fischfang), ein Findling mit Inschrift
- Großsteingrab aus der Jungsteinzeit bei Lütow
- St.-Marien-Kirche in Netzelkow aus dem 15. Jahrhundert mit ältesten Glocken Pommerns
- Pfarrscheune Netzelkow
- Lepel-Sarkophag in der Netzelkower Kirche

### Grünflächen und Naherholung
- Naturschutzgebiet Südspitze Gnitz - benannt „Möwenort“
- Wandergebiet Weißer Berg
- Am 5. November 1990 wurde der Süden der Halbinsel zum Naturschutzgebiet Südspitze Gnitz erklärt. Das etwa 61,3 Hektar große Gebiet, in dem viele Vogelarten ihre Brutplätze haben, wurde mit Wirkung zum 27. September 1994 verkleinert.[1]

## Wirtschaft und Infrastruktur

### Unternehmen
- Zu Zeiten der DDR wurde Erdöl auf dem Gnitz gefunden. Zu Spitzenzeiten waren über 20 Förderstellen in Betrieb, sie förderten 220.000 Tonnen pro Jahr relativ hochwertiges Öl. Nach 1990 gab es Privatisierungen, gegenwärtig erfolgt die Förderung und Vermarktung durch einen kanadischen Konzern, die Förderung ist aber auf Grund sinkender Vorkommen wesentlich eingeschränkt. 2018 förderte der Betrieb 2262 Tonnen.
- Die Tourismuswirtschaft ist aufstrebend mit dem Ferienresort in Lütow und dem Campingplatz auf dem Weißen Berg. Kleinere touristische Betriebe gibt es weiterhin in Netzelkow und Neuendorf.
- Sonst ist die Halbinsel von der Landwirtschaft und kleineren Gewerbeansiedlungen geprägt.

### Verkehr
Mit der Kreisstraße K 29 und wenigen Ortsstraßen hat die Halbinsel nur eingeschränkte Verkehrsanbindung. Besonders die Einmündung in Zinnowitz und die Radwegeanbindung von Zinnowitz bis zum Friedhof sind sehr problematisch.